# Paul Ricœur
Paul Ricœur (født 27. februar 1913 i Valence, død 20. maj 2005 i Chatenay) var fransk filosof. Han er bedst kendt for sit forsøg på at kombinere fænomenologisk beskrivelse med hermeneutisk fortolkning.

## Baggrund
Ricœurs unge år blev præget af to forhold : For det første blev han født i en troende, protestantisk familie, hvilket betød, at han tilhørte et religiøst mindretal i Frankrig. For det andet døde hans far ved fronten under 1. verdenskrig, da Ricœur kun var to år gammel. Derfor blev han opdraget hos en tante i Rennes, hvor han levede af en lille pension som forældreløst krigsbarn. Ricœur var en læsende, intellektuelt tidligt udviklet dreng, hvis hang til studier blev forøget af familiens protestantiske krav om bibellæsning.

## Uddannelse
Ricœur fik sin eksamen fra universitetet i Rennes 1933 og begyndte studierne på Sorbonne i Paris i 1934. I 1935 fik han det næstbedste resultat i landet, og det pegede på en lys fremtid trods hans provinsielle tilhørsforhold.
- 1933-1934: Lærer ved gymnasiet i Saint-Brieuc
- 1935-1936: Lærer ved gymnasiet i Colmar
- 1937-1939: Lærer ved gymnasiet i Lorient

2. verdenskrig afbrød Ricœurs karriere, da han blev indkaldt til krigstjeneste ved den franske mobilisering i 1939. Hans enhed blev fanget under den tyske invasion af Frankrig, og han tilbragte krigen som krigsfange. I fangelejren mødte han andre intellektuelle som Mikel Dufrenne, der organiserede højtlæsninger og undervisning på så højt et niveau, at lejren blev anerkendt af Vichy-regeringen som et institut, der kunne give videnskabelig uddannelse. I denne periode læste han Karl Jaspers, der påvirkede ham meget. Han begyndte også at oversætte Edmund Husserls Ideen zu einer reinen Phänomenologie und phänomenologischen Philosophie.

## Videnskabeligt arbejde
Efter krigen var Ricœur forsker ved Le Centre national de la recherche scientifique 1945-1948 og besad derefter et professorat i filosofiens historie ved universitetet i Strasbourg fra 1948 til 1956. Det blev en periode, hvor han offentliggjorde mange værker. I 1950 tog han doktorgraden på grundlag af to afhandlinger, dels en mindre, som var en oversættelse og kommentar til 1. bind af Husserls Ideen, og dels en større, der senere blev udgivet som Le Volontaire et l'Involontaire (Det frivillige og det ufrivillige). På grundlag af hans videnskabelige arbejde fik Ricœur ry for at være ekspert i fænomenologi, som var blevet en meget populær, filosofisk retning i efterkrigstidens Frankrig. I 1947 blev han medlem af redaktionen på tidsskriftet Esprit.
I 1956 fik Ricœur stilling ved Sorbonne som professor i almen filosofi. Udnævnelsen gav stødet til hans anerkendelse som en af Frankrigs mest fremtrædende filosoffer. Det var i denne periode, at han skrev de to værker, Essai sur Freud og La symbolique du mal, som underbyggede hans position.
Fra 1965 til 1970 var Ricœur professor i filosofi ved det nyoprettede universitet i Nanterre. Stedet var planlagt som et eksperiment i progressiv undervisning, og Ricœur håbede, at det ville give ham mulighed for at slippe væk fra den kvælende atmosfære ved det traditionsbundne Sorbonne og skabe et universitet efter egne forestillinger. Desværre blev netop Nanterre centrum for studenterprotesterne i majopstanden 1968, og Ricœur blev latterliggjort som "den gamle klovn" og betragtet som et redskab for den franske regering.
Da han nåede bunden af sin popularitet og var mest utilfreds med sit liv, fik han arbejde ved universitetet i Chicago i 1970, hvor han blev indtil 1985. En følge af det blev, at Ricœur fik et kendskab til amerikansk filosofi og samfundsvidenskab, der gjorde ham til en af de få, som var lige godt hjemme i fransk, tysk og engelsk intellektuel debat. Resultatet blev to af hans mest afgørende og varige værker: La métaphore vive og de tre bind af Temps et récit. Bygget på en diskussion om fortællingens identitet og hans vedvarende interesse for jeg'et kunne Ricœur udgive hovedværket Soi-même comme un autre.
Med Temps et récit vendte Ricœur hjem til Frankrig som en intellektuel superstar.
I 1999 vandt han Balzan prisen for filosofi. I 2004 modtog han John W. Kluge prisen for de humane videnskaber.
Paul Ricœur sov ind den 20. maj 2005 i sit hjem i Chatenay Malabry vest for Paris. Den franske premierminister, Jean Pierre Raffarin, erklærede, at 'den europæiske, humanistiske tradition sørger over tabet af én af sine mest talentfulde bærere'.

## Eksterne links
- Officiel hjemmeside for Paul Ricœur Arkiveret 24. maj 2005 hos  Wayback Machine
- Stanford Encyclopedia of Philosophy om Paul Ricœur
- Ricœur på PhilosophyPages.com